# Europamästerskapet i futsal 2014
Europamästerskapet i futsal 2014 spelades i Belgien 28 januari–8 februari, 2014, och var den 9:e upplagan av Europamästerskapet i futsal. 22 landslag deltog i kvalspelet och fick spela om 11 platser i huvudturneringen. Belgien var direktkvalificerade som värdland för turneringen.

## Lottning av grupper
Lottning av grupper skedde den 4 oktober 2013 i Antwerpen vid Centrum Elzenveld. Lagen delades in i tre grupper baserat på ranking. Lagen lottades till fyra grupper som bestod av tre lag vardera.
| Lottningsgrupper                            | Lottningsgrupper                            | Lottningsgrupper                            | Lottningsgrupper                            | Lottningsgrupper                             | Lottningsgrupper                             | Lottningsgrupper                             | Lottningsgrupper                             | Lottningsgrupper                                | Lottningsgrupper                                | Lottningsgrupper                                | Lottningsgrupper                                |
| Urna 1                                      | Urna 1                                      | Urna 1                                      | Urna 1                                      | Urna 2                                       | Urna 2                                       | Urna 2                                       | Urna 2                                       | Urna 3                                          | Urna 3                                          | Urna 3                                          | Urna 3                                          |
| ------------------------------------------- | ------------------------------------------- | ------------------------------------------- | ------------------------------------------- | -------------------------------------------- | -------------------------------------------- | -------------------------------------------- | -------------------------------------------- | ----------------------------------------------- | ----------------------------------------------- | ----------------------------------------------- | ----------------------------------------------- |
| Belgien (A1) · Spanien · Italien · Ryssland | Belgien (A1) · Spanien · Italien · Ryssland | Belgien (A1) · Spanien · Italien · Ryssland | Belgien (A1) · Spanien · Italien · Ryssland | Portugal · Ukraina · Tjeckien · Azerbajdzjan | Portugal · Ukraina · Tjeckien · Azerbajdzjan | Portugal · Ukraina · Tjeckien · Azerbajdzjan | Portugal · Ukraina · Tjeckien · Azerbajdzjan | Kroatien · Rumänien · Slovenien · Nederländerna | Kroatien · Rumänien · Slovenien · Nederländerna | Kroatien · Rumänien · Slovenien · Nederländerna | Kroatien · Rumänien · Slovenien · Nederländerna |
| Gruppspelsgrupper                           |                                             |                                             |                                             |                                              |                                              |                                              |                                              |                                                 |                                                 |                                                 |                                                 |
| Grupp A                                     | Grupp A                                     | Grupp A                                     | Grupp B                                     | Grupp B                                      | Grupp B                                      | Grupp C                                      | Grupp C                                      | Grupp C                                         | Grupp D                                         | Grupp D                                         | Grupp D                                         |
| Belgien · Rumänien · Ukraina                | Belgien · Rumänien · Ukraina                | Belgien · Rumänien · Ukraina                | Nederländerna · Portugal · Ryssland         | Nederländerna · Portugal · Ryssland          | Nederländerna · Portugal · Ryssland          | Azerbajdzjan · Italien · Slovenien           | Azerbajdzjan · Italien · Slovenien           | Azerbajdzjan · Italien · Slovenien              | Kroatien · Spanien · Tjeckien                   | Kroatien · Spanien · Tjeckien                   | Kroatien · Spanien · Tjeckien                   |

## Gruppspel

### Grupp A
| Nr | Lag      | S | V | O | F | GM | IM | MS | P |
| -- | -------- | - | - | - | - | -- | -- | -- | - |
| 1  | Ukraina  | 2 | 1 | 1 | 0 | 1  | 0  | +1 | 4 |
| 2  | Rumänien | 2 | 1 | 0 | 1 | 6  | 2  | +4 | 3 |
| 3  | Belgien  | 2 | 0 | 1 | 1 | 1  | 6  | −5 | 1 |

|       | 28 januari | Belgien   | 1 – 6   | Rumänien                                                            | Lotto Arena, Antwerpen              |                                     |
| 21:00 | 21:00      | Rahou 23′ | (0 – 2) | Răducu 3′ Matei 14′ Lupu 22′ Șotărcă 32′ Iancu 35′ Salhi 39′ (sjm.) | Domare: Alessandro Malfer (Italien) | Domare: Alessandro Malfer (Italien) |
| 21:00 | 21:00      |           |         |                                                                     | Domare: Alessandro Malfer (Italien) | Domare: Alessandro Malfer (Italien) |
| 21:00 | 21:00      |           |         |                                                                     | Domare: Alessandro Malfer (Italien) | Domare: Alessandro Malfer (Italien) |

|       | 30 januari | Rumänien | 0 – 1   | Ukraina     | Lotto Arena, Antwerpen          |                                 |
| 18:30 | 18:30      |          | (0 – 1) | Sorokin 17′ | Domare: Ondřej Černý (Tjeckien) | Domare: Ondřej Černý (Tjeckien) |
| 18:30 | 18:30      |          |         |             | Domare: Ondřej Černý (Tjeckien) | Domare: Ondřej Černý (Tjeckien) |
| 18:30 | 18:30      |          |         |             | Domare: Ondřej Černý (Tjeckien) | Domare: Ondřej Černý (Tjeckien) |

|       | 1 februari | Ukraina | 0 – 0 | Belgien | Lotto Arena, Antwerpen        |                               |
| 20:45 | 20:45      |         |       |         | Domare: Saša Tomić (Kroatien) | Domare: Saša Tomić (Kroatien) |
| 20:45 | 20:45      |         |       |         | Domare: Saša Tomić (Kroatien) | Domare: Saša Tomić (Kroatien) |
| 20:45 | 20:45      |         |       |         | Domare: Saša Tomić (Kroatien) | Domare: Saša Tomić (Kroatien) |

### Grupp B
| Nr | Lag           | S | V | O | F | GM | IM | MS  | P |
| -- | ------------- | - | - | - | - | -- | -- | --- | - |
| 1  | Ryssland      | 2 | 1 | 1 | 0 | 11 | 5  | +6  | 4 |
| 2  | Portugal      | 2 | 1 | 1 | 0 | 9  | 4  | +5  | 4 |
| 3  | Nederländerna | 2 | 0 | 0 | 2 | 1  | 12 | −11 | 0 |

|       | 28 januari | Ryssland                                                             | 7 – 1   | Nederländerna | Lotto Arena, Antwerpen                         |                                                |
| 18:30 | 18:30      | Cirilo 4′, 12′ Lyskov 10′ Eder Lima 15′, 35′ Sergeev 21′ Robinho 23′ | (4 – 0) | Attaibi 28′   | Domare: Fernando Gutiérrez Lumbreras (Spanien) | Domare: Fernando Gutiérrez Lumbreras (Spanien) |
| 18:30 | 18:30      |                                                                      |         |               | Domare: Fernando Gutiérrez Lumbreras (Spanien) | Domare: Fernando Gutiérrez Lumbreras (Spanien) |
| 18:30 | 18:30      |                                                                      |         |               | Domare: Fernando Gutiérrez Lumbreras (Spanien) | Domare: Fernando Gutiérrez Lumbreras (Spanien) |

|       | 30 januari | Nederländerna | 0 – 5   | Portugal                                          | Lotto Arena, Antwerpen        |                               |
| 20:45 | 20:45      |               | (0 – 2) | Matos 6′ Queirós 13′ Cardinal 36′ Coelho 38′, 39′ | Domare: Saša Tomić (Kroatien) | Domare: Saša Tomić (Kroatien) |
| 20:45 | 20:45      |               |         |                                                   | Domare: Saša Tomić (Kroatien) | Domare: Saša Tomić (Kroatien) |
| 20:45 | 20:45      |               |         |                                                   | Domare: Saša Tomić (Kroatien) | Domare: Saša Tomić (Kroatien) |

|       | 1 februari | Portugal                                         | 4 – 4   | Ryssland                                      | Lotto Arena, Antwerpen        |                               |
| 18:30 | 18:30      | Ricardinho 23′ Gonçalo 29′, 34′ Fukin 32′ (sjm.) | (0 – 0) | Abramov 23′ Pereverzev 25′ Eder Lima 30′, 35′ | Domare: Timo Onatsu (Finland) | Domare: Timo Onatsu (Finland) |
| 18:30 | 18:30      |                                                  |         |                                               | Domare: Timo Onatsu (Finland) | Domare: Timo Onatsu (Finland) |
| 18:30 | 18:30      |                                                  |         |                                               | Domare: Timo Onatsu (Finland) | Domare: Timo Onatsu (Finland) |

### Grupp C
| Nr | Lag          | S | V | O | F | GM | IM | MS | P |
| -- | ------------ | - | - | - | - | -- | -- | -- | - |
| 1  | Italien      | 2 | 1 | 0 | 1 | 9  | 3  | +6 | 3 |
| 2  | Slovenien    | 2 | 1 | 0 | 1 | 9  | 9  | 0  | 3 |
| 3  | Azerbajdzjan | 2 | 1 | 0 | 1 | 7  | 13 | −6 | 3 |

|       | 29 januari | Italien              | 2 – 3   | Slovenien                          | Lotto Arena, Antwerpen        |                               |
| 20:45 | 20:45      | Fortino 24′ Saad 40′ | (0 – 1) | Vrhovec 11′ Čujec 26′ Osredkar 39′ | Domare: Oleg Ivanov (Ukraina) | Domare: Oleg Ivanov (Ukraina) |
| 20:45 | 20:45      |                      |         |                                    | Domare: Oleg Ivanov (Ukraina) | Domare: Oleg Ivanov (Ukraina) |
| 20:45 | 20:45      |                      |         |                                    | Domare: Oleg Ivanov (Ukraina) | Domare: Oleg Ivanov (Ukraina) |

|       | 31 januari | Slovenien                                            | 6 – 7   | Azerbajdzjan                                                         | Lotto Arena, Antwerpen                      |                                             |
| 20:45 | 20:45      | Vrhovec 1′, 20′, 29′ Čujec 17′ Kroflič 26′ Fetič 37′ | (2 – 1) | Amadeu 1′ Rafael 24′, 39′ Borisov 29′ Augusto 31′ Felipe 36′ Edu 40′ | Domare: Eduardo Fernandes Coelho (Portugal) | Domare: Eduardo Fernandes Coelho (Portugal) |
| 20:45 | 20:45      |                                                      |         |                                                                      | Domare: Eduardo Fernandes Coelho (Portugal) | Domare: Eduardo Fernandes Coelho (Portugal) |
| 20:45 | 20:45      |                                                      |         |                                                                      | Domare: Eduardo Fernandes Coelho (Portugal) | Domare: Eduardo Fernandes Coelho (Portugal) |

|       | 2 februari | Azerbajdzjan | 0 – 7   | Italien                                                                                   | Lotto Arena, Antwerpen         |                                |
| 18:30 | 18:30      |              | (0 – 3) | Romano 2′ Fortino 4′ Honorio 16′ Vampeta 25′ Gabriel Lima 27′ Mammarella 32′ Miarelli 40′ | Domare: Marc Birkett (England) | Domare: Marc Birkett (England) |
| 18:30 | 18:30      |              |         |                                                                                           | Domare: Marc Birkett (England) | Domare: Marc Birkett (England) |
| 18:30 | 18:30      |              |         |                                                                                           | Domare: Marc Birkett (England) | Domare: Marc Birkett (England) |

### Grupp D
| Nr | Lag      | S | V | O | F | GM | IM | MS | P |
| -- | -------- | - | - | - | - | -- | -- | -- | - |
| 1  | Spanien  | 2 | 1 | 1 | 0 | 11 | 4  | +7 | 4 |
| 2  | Kroatien | 2 | 0 | 2 | 0 | 6  | 6  | 0  | 2 |
| 3  | Tjeckien | 2 | 0 | 1 | 1 | 4  | 11 | −7 | 1 |

|       | 29 januari | Spanien                  | 3 – 3   | Kroatien                         | Lotto Arena, Antwerpen         |                                |
| 18:30 | 18:30      | Aicardo 16′ Lin 27′, 28′ | (1 – 2) | Babić 10′ Jelovčić 18′ Capar 38′ | Domare: Pascal Lemal (Belgien) | Domare: Pascal Lemal (Belgien) |
| 18:30 | 18:30      |                          |         |                                  | Domare: Pascal Lemal (Belgien) | Domare: Pascal Lemal (Belgien) |
| 18:30 | 18:30      |                          |         |                                  | Domare: Pascal Lemal (Belgien) | Domare: Pascal Lemal (Belgien) |

|       | 31 januari | Kroatien                             | 3 – 3   | Tjeckien                       | Lotto Arena, Antwerpen           |                                  |
| 18:30 | 18:30      | Jelovčić 14′ Marinović 16′ Capar 39′ | (2 – 1) | Novotný 9′ Mareš 21′ Belej 24′ | Domare: Ivan Shabanov (Ryssland) | Domare: Ivan Shabanov (Ryssland) |
| 18:30 | 18:30      |                                      |         |                                | Domare: Ivan Shabanov (Ryssland) | Domare: Ivan Shabanov (Ryssland) |
| 18:30 | 18:30      |                                      |         |                                | Domare: Ivan Shabanov (Ryssland) | Domare: Ivan Shabanov (Ryssland) |

|       | 2 februari | Tjeckien  | 1 – 8   | Spanien                                                                                          | Lotto Arena, Antwerpen            |                                   |
| 20:45 | 20:45      | Belej 26′ | (0 – 1) | Fernandão 7′, 23′ Sergio Lozano 20′ (str.), 37′ Ortiz 25′ José Ruiz 33′ Raúl Campos 35′ Pola 38′ | Domare: Bogdan Sorescu (Rumänien) | Domare: Bogdan Sorescu (Rumänien) |
| 20:45 | 20:45      |           |         |                                                                                                  | Domare: Bogdan Sorescu (Rumänien) | Domare: Bogdan Sorescu (Rumänien) |
| 20:45 | 20:45      |           |         |                                                                                                  | Domare: Bogdan Sorescu (Rumänien) | Domare: Bogdan Sorescu (Rumänien) |

## Utslagsspel
|  | Kvartsfinaler | Kvartsfinaler |            |         | Semifinaler | Semifinaler |  |  | Final      | Final |
|  |               |               |            |         |             |             |  |  |            |       |
|  | 3 februari    |               |            |         |             |             |  |  |            |       |
|  |               |               |            |         |             |             |  |  |            |       |
|  | Ukraina       | 1             |            |         |             |             |  |  |            |       |
|  | Ukraina       | 1             | 6 februari |         |             |             |  |  |            |       |
|  | Portugal      | 2             |            |         |             |             |  |  |            |       |
|  | Portugal      | 2             | Portugal   | 3       |             |             |  |  |            |       |
|  | 4 februari    |               | Portugal   | 3       |             |             |  |  |            |       |
|  |               | Italien       | 4          |         |             |             |  |  |            |       |
|  | Italien       | Italien       | 4          | 2       |             |             |  |  |            |       |
|  | Italien       |               | 8 februari | 2       |             |             |  |  |            |       |
|  | Kroatien      | 1             |            |         |             |             |  |  |            |       |
|  | Kroatien      | 1             | Italien    | 3       |             |             |  |  |            |       |
|  | 3 februari    |               | Italien    | 3       |             |             |  |  |            |       |
|  |               | Ryssland      | 1          |         |             |             |  |  |            |       |
|  | Rumänien      | Ryssland      | 1          | 0       |             |             |  |  |            |       |
|  | Rumänien      | 6 februari    |            | 0       |             |             |  |  |            |       |
|  | Ryssland      | 6             |            |         |             |             |  |  |            |       |
|  | Ryssland      | 6             | Ryssland   | 4       | Bronsmatch  | Bronsmatch  |  |  |            |       |
|  | 4 februari    |               | Ryssland   | 4       | Bronsmatch  | Bronsmatch  |  |  |            |       |
|  |               | Spanien       | 3          |         |             |             |  |  |            |       |
|  | Slovenien     | Spanien       | 3          | 0       | Portugal    | 4           |  |  |            |       |
|  | Slovenien     |               |            | 0       | Portugal    | 4           |  |  |            |       |
|  | Spanien       | 4             |            | Spanien | 8           |             |  |  |            |       |
|  | Spanien       | 4             |            |         | 8           |             |  |  |            |       |
|  |               |               |            |         |             |             |  |  | 8 februari |       |
|  |               |               |            |         |             |             |  |  |            |       |

### Kvartsfinaler
|       | 3 februari | Ukraina     | 1 – 2   | Portugal         | Sportpaleis, Antwerpen         |                                |
| 18:00 | 18:00      | Valenko 13′ | (1 – 1) | Cardinal 3′, 23′ | Domare: Balázs Farkas (Ungern) | Domare: Balázs Farkas (Ungern) |
| 18:00 | 18:00      |             |         |                  | Domare: Balázs Farkas (Ungern) | Domare: Balázs Farkas (Ungern) |
| 18:00 | 18:00      |             |         |                  | Domare: Balázs Farkas (Ungern) | Domare: Balázs Farkas (Ungern) |

|       | 3 februari | Rumänien | 0 – 6   | Ryssland                                                      | Sportpaleis, Antwerpen          |                                 |
| 20:30 | 20:30      |          | (0 – 4) | Robinho 3′ Shayakhmetov 8′ Eder Lima 9′, 16′, 37′ Sergeev 34′ | Domare: Borut Šivic (Slovenien) | Domare: Borut Šivic (Slovenien) |
| 20:30 | 20:30      |          |         |                                                               | Domare: Borut Šivic (Slovenien) | Domare: Borut Šivic (Slovenien) |
| 20:30 | 20:30      |          |         |                                                               | Domare: Borut Šivic (Slovenien) | Domare: Borut Šivic (Slovenien) |

|       | 4 februari | Italien               | 2 – 1   | Kroatien    | Sportpaleis, Antwerpen                         |                                                |
| 18:00 | 18:00      | Romano 1′ Fortino 10′ | (2 – 1) | Jelovčić 7′ | Domare: Fernando Gutiérrez Lumbreras (Spanien) | Domare: Fernando Gutiérrez Lumbreras (Spanien) |
| 18:00 | 18:00      |                       |         |             | Domare: Fernando Gutiérrez Lumbreras (Spanien) | Domare: Fernando Gutiérrez Lumbreras (Spanien) |
| 18:00 | 18:00      |                       |         |             | Domare: Fernando Gutiérrez Lumbreras (Spanien) | Domare: Fernando Gutiérrez Lumbreras (Spanien) |

|       | 4 februari | Slovenien | 0 – 4   | Spanien                                      | Sportpaleis, Antwerpen              |                                     |
| 20:30 | 20:30      |           | (0 – 2) | Fernandão 11′ Rafa Usín 17′ Aicardo 36′, 39′ | Domare: Alessandro Malfer (Italien) | Domare: Alessandro Malfer (Italien) |
| 20:30 | 20:30      |           |         |                                              | Domare: Alessandro Malfer (Italien) | Domare: Alessandro Malfer (Italien) |
| 20:30 | 20:30      |           |         |                                              | Domare: Alessandro Malfer (Italien) | Domare: Alessandro Malfer (Italien) |

### Semifinaler
|       | 6 februari | Portugal                            | 3 – 4   | Italien                                     | Sportpaleis, Antwerpen          |                                 |
| 18:00 | 18:00      | Ricardinho 13′ Arnaldo 19′ Joel 35′ | (2 – 2) | Gabriel Lima 1′, 31′ Romano 23′ Fortino 35′ | Domare: Ondřej Černý (Tjeckien) | Domare: Ondřej Černý (Tjeckien) |
| 18:00 | 18:00      |                                     |         |                                             | Domare: Ondřej Černý (Tjeckien) | Domare: Ondřej Černý (Tjeckien) |
| 18:00 | 18:00      |                                     |         |                                             | Domare: Ondřej Černý (Tjeckien) | Domare: Ondřej Černý (Tjeckien) |

|       | 6 februari | Ryssland                                     | 4 – 3 (e.fl.) | Spanien                             | Sportpaleis, Antwerpen        |                               |
| 20:30 | 20:30      | Sergeev 22′ Lyskov 26′ Fukin 26′ Robinho 49′ | (0 – 1)       | Pola 16′ Rafa Usín 26′ Miguelín 38′ | Domare: Saša Tomić (Kroatien) | Domare: Saša Tomić (Kroatien) |
| 20:30 | 20:30      |                                              |               |                                     | Domare: Saša Tomić (Kroatien) | Domare: Saša Tomić (Kroatien) |
| 20:30 | 20:30      |                                              |               |                                     | Domare: Saša Tomić (Kroatien) | Domare: Saša Tomić (Kroatien) |

### Match om tredjepris
|       | 8 februari | Portugal                                              | 4 – 8   | Spanien                                                                                             | Sportpaleis, Antwerpen              |                                     |
| 18:00 | 18:00      | Ricardinho 8′ Pedro Cary 12′ Pedro Costa 26′ Joel 36′ | (2 – 5) | Fernandão 6′, 38′ José Ruiz 7′ Sergio Lozano 7′ Miguelín 17′ Rafa Usín 18′ Raúl Campos 20′ Pola 40′ | Domare: Alessandro Malfer (Italien) | Domare: Alessandro Malfer (Italien) |
| 18:00 | 18:00      |                                                       |         | | Domare: Alessandro Malfer (Italien) | Domare: Alessandro Malfer (Italien) |
| 18:00 | 18:00      |                                                       |         | | Domare: Alessandro Malfer (Italien) | Domare: Alessandro Malfer (Italien) |

### Final
|       | 8 februari | Italien                                | 3 – 1   | Ryssland      | Sportpaleis, Antwerpen                         |                                                |
| 20:30 | 20:30      | Gabriel Lima 7′ Murilo 14′ Giasson 19′ | (3 – 1) | Eder Lima 10′ | Domare: Fernando Gutiérrez Lumbreras (Spanien) | Domare: Fernando Gutiérrez Lumbreras (Spanien) |
| 20:30 | 20:30      |                                        |         |               | Domare: Fernando Gutiérrez Lumbreras (Spanien) | Domare: Fernando Gutiérrez Lumbreras (Spanien) |
| 20:30 | 20:30      |                                        |         |               | Domare: Fernando Gutiérrez Lumbreras (Spanien) | Domare: Fernando Gutiérrez Lumbreras (Spanien) |